# Kopfplatzen
Kopfplatzen je německé filmové drama z roku 2019, který režíroval Savaşe Cevize podle vlastního scénáře. Snímek měl světovou premiéru na Mezinárodním filmovém festivalu v São Paulu dne 18. října 2019.

## Děj
Markusovi je 29 let, je pohledný, ale stále svobodný a uznávaný architekt v Karlsruhe. Nikdo z jeho okolí netuší, že má sklony k pedofilii. Vzrušují ho malí chlapci, za což se nenávidí a každý den musí bojovat proti svým touhám.
Když se do sousedního bytu nastěhuje svobodná matka Jessica, začne s ní mít Markus poměr. Její osmiletý syn Arthur si Markuse od začátku oblíbí. Markus, který chlapce občas sám hlídá, má stále větší problémy zvládat své touhy. Vyhledá proto pomoc lékaře.

## Obsazení
| Max Riemelt      | Markus    |
| Isabell Gerschke | Jessica   |
| Oskar Netzel     | Arthur    |
| Gabriele Krestan | Christa   |
| Ercan Durmaz     | Dr. Jawad |
| Aris Diamanti    | Mehmet    |
| Odine Johne      | Svenja    |

### Ocenění
- Mezinárodní filmový festival Sao Paulo: nominace pro New Directors Competition
- Filmový festival Biberach: nejlepší filmový debut (Savaş Ceviz)